# 5-O-(4-cumaroil)-D-chinato 3'-monoossigenasi
La 5-O-(4-cumaroil)-D-chinato 3'-monoossigenasi è un enzima appartenente alla classe delle ossidoreduttasi, che catalizza la seguente reazione:
trans-5-O-(4-cumaroil)-D-chinato + NADPH + H+ + O2 ⇄ trans-5-O-caffeoil-D-chinato + NADP+ + H2O
L'enzima agisce anche sul trans-5-O-(4-cumaroil)shikimato.